# Estación 19 de Noviembre
19 de Noviembre fue una estación ferroviaria de la ciudad La Plata, se ubicaba en la manzana formada por las calles 7, 49, 6 y 50 frente a la Plaza San Martin y en cercanías de la Casa de Gobierno de la Provincia de Buenos Aires

## Historia
Con la fundación de La Plata en 1882, el Ferrocarril Oeste (FCO) llevó desde Ensenada una vía Decauville hasta la actual Estación Tolosa. A los pocos meses, esta vía fue remplazada por otra de trocha 1676 mm, que corresponde al actual ramal Ensenada - Tolosa. Las vías Decauville levantadas, se utilizaron para conectar Tolosa con 19 de Noviembre que se encontraba en construcción. Esta vía se encontraba del lado Este de la Av. 1. En 1884 llegó la vía de trocha 1676 mm a 19 de Noviembre, y la Decauville fue levantada.
La estación fue inaugurada finalmente el 30 de agosto de 1887 (aunque ya tenía servicios de pasajeros desde 1883), tras haber sufrido un gran incendio que dejó al edificio sin mansarda, que fue remplazada por una losa.
En 1899 el ramal fue adquirido por el Ferrocarril del Sud, y en 1903 se inició la construcción de la actual Estación La Plata, que se inauguró en 1906, quedando 19 de Noviembre desafectada de todo servicio.
Durante años funcionó allí el Palacio de Correos, actualmente el edificio alberga el Centro Cultural Pasaje Dardo Rocha.